# 尾道市立因島南小学校
尾道市立因島南小学校（おのみちしりつ いんのしまみなみしょうがっこう）は、広島県尾道市因島にある公立小学校である。

## 概要
尾道市立土生小学校・尾道市立田熊小学校・尾道市立三庄小学校を統合して、2015年4月に開校。尾道市立土生中学校の跡地を所在地とする。

## 沿革

### 開校以前
- 2013年（平成25年）
  - 3月28日 -- 尾道市教育委員会が因島市民会館で因島南3地区小学校統合報告会を開き、3学区[注 1]の合意が得られたとして2015年（平成27年）4月開校に向け準備を進めていくと言明 [1]。
  - 12月27日 - 統合新設する学校名を尾道市立因島南小学校と決定[2]。
- 2015年（平成27年）
  - 1月27日 -- 校章と校歌を発表[3]。
  - 3月15日 -- 校舎完成見学会を開催[4][5]。
  - 3月19日 -- 尾道市立土生小学校、尾道市立田熊小学校、尾道市立三庄小学校で最後の卒業証書授与式を挙行[6]。
  - 3月21日 -- 尾道市立三庄小学校と尾道市立田熊小学校で閉校式[7]。三庄小学校には同校を使用して映画「あした」を制作した大林宣彦も参加[8]。
  - 3月22日 -- 尾道市立土生小学校で閉校式[7]。
  - 4月1日 --- 開校[4]。

### 開校以後
- 2015年（平成27年）
  - 4月6日 - 開校式[9]。
  - 4月7日 - 入学式[5]。

## 校歌
- 作詞 : 鷹羽狩行[3]
- 作曲 : 堀内俊男[3]

## 通学区域
特別な事情がない限り、学区は以下の通り。
- 旧尾道市立土生小学校区
  - 因島土生町大字なし全域
- 旧尾道市立田熊小学校区
  - 因島田熊町大字なし全域
- 旧尾道市立三庄小学校区
  - 因島三庄町大字なし全域
  - 因島椋浦町大字なし全域

## 進学先中学校
- 尾道市立因島南中学校[10]

## 関係者

### 歴代校長
| 代数 | 氏名         | 発令年月日               | 前職                       | 後職                   | 脚注          |
| ---- | ------------ | ------------------------ | -------------------------- | ---------------------- | ------------- |
| 01   | 村上 0みどり | 2015年（平成27年）4月1日 | 尾道市立田熊小学校校長     | 尾道市立久保小学校校長 | [ 11 ] [ 12 ] |
| 02   | 上野 0克典   | 2016年（平成28年）4月1日 | 再任用                     | 退任                   | [ 12 ] [ 13 ] |
| 03   | 宇根本0久志  | 2018年（平成30年）4月1日 | 尾道市立向島中央小学校校長 | 現職                   | [ 13 ]        |